# MPEG-5
MPEG-5 est un standard d'encodage de fichiers vidéo spécifié par le Moving Picture Experts Group (MPEG) achevé en avril 2020. Il est soutenu par de grandes marques de l'électronique comme Samsung, Huawei et Qualcomm.
Comme le MPEG-4, la norme est divisée en plusieurs parties (parts en anglais), qui spécifient un type de codage particulier. Le MPEG-5 Part 1 se place comme un concurrent à l'AV1 (soutenu entre autres par Amazon, Facebook, Google) et au H.266/VVC.

## Historique
Le projet a débuté en 2018 avec un appel d'offres réalisé en octobre. L'officialisation se fera en octobre pour une sortie du standard en 2021.

## Les parties

### MPEG-5 Part 1(EVC)
- EVC pour Essential Video Coding
- Norme : ISO/IEC 23094-1 (déjà développé)

Le codec sera composé d'un profil de base (base profil) gratuit et d'un profil principal (main profil) payant. Ce dernier contiendra 21 outils pouvant être indépendamment activés ou non et offrant une compression accrue.

#### Licence
1 Profil gratuit de base avec une efficacité au même niveau que MPEG-4.

21 niveaux de licence indépendants selon les 21 outils brevetés que vous souhaitez activer ou non.

#### Logiciel
- Il existe déjà un encodeur / décodeur REVC, qui a été développé en langage de programmation Rust[4].

- XEVE (the eXtra-fast Essential Video Encoder - l'encodeur vidéo essentiel eXtra-fast)  est auto-décrit comme un encodeur EVC Open Source rapide. L'encodeur est écrit en C99/C9X et prend en charge à la fois: les profils de base (base profil) et principaux (main profil) d'EVC. Sa licence est une licence BSD modifiée à 3 clauses.

- XEVD (the eXtra-fast Essential Video Decoder - le décodeur vidéo essentiel eXtra-fast)  est auto-décrit comme un décodeur EVC Open Source rapide. Le décodeur est écrit en C99/C9X et prend en charge à la fois: les profils de base (base profil) et principaux (main profil) d'EVC. Sa licence est une licence BSD modifiée à 3 clauses.

### MPEG-5 Part 2(LCEVC)
- LCEVC pour Low Compression Enhancement Video Coding

Ce standard permettra d'améliorer la compression de n'importe quel flux vidéo quel que soit le codec de base utilisé.
Il est déjà possible d'encoder des fichiers vidéo avec LCEVC en utilisant FFmpeg 4.0.1-17 et la version 2.9 build 539246 du codec P+ de l'entreprise privée V-Nova.

#### Licence
Il existe une licence gratuite pour l'intégration en tant que lecteur logiciel (important pour les systèmes d'exploitation gratuits et Open Source tels que Linux et les lecteurs vidéo tels que VideoLAN)

Mais l'utilisation de la couche d'amélioration du côté émetteur est soumise à des frais.

#### Logiciel
- FFmpeg (avec prise en charge de plus de 20 encodeurs de base))
- Patch pour Android Open Source Project (AOSP)
- ExoPlayer (Android)
- AVPlayer (iOS)
- Microsoft UWP (Windows)
- lecteurs Web: HLS.js, Shaka Player, video.js
- intégration pour HTML5 les navigateurs Web
- beaucoup d'applications de lecture dans les magasins Android/iOS/Microsoft [8]

#### Matériel
- Red Pro Platform [9]
- NETINT Transcodeurs avec MPEG-5 LCEVC [10]